# Distretto di Neamț
Il distretto di Neamț (in romeno Județul Neamț ) è uno dei 41 distretti della Romania, ubicato nella regione storica della Moldavia.

## Centri principali
| Comune                  | Abitanti |
| ----------------------- | -------- |
| Piatra Neamț            | 108.085  |
| Roman                   | 69.058   |
| Târgu Neamț             | 20.856   |
| Săbăoani                | 11.318   |
| Borlești                | 9.509    |
| Roznov                  | 9.315    |
| Tămășeni                | 9.283    |
| Pipirig                 | 8.875    |
| Vânători-Neamț          | 8.679    |
| Bicaz                   | 8.638    |
| Răucești                | 8.611    |
| Piatra Șoimului         | 8.395    |
| Dumbrava Roșie          | 7.673    |
| Cordun                  | 7.558    |
| Doljești                | 7.477    |
| Horia                   | 7.148    |
| Dati del 1º luglio 2007 |          |

## Struttura del distretto
Il distretto è composto da 2 municipi, 3 città e 78 comuni.

### Municipi
- Piatra Neamț
- Roman

### Città
- Bicaz
- Roznov
- Târgu Neamț

### Comuni
- Agapia
- Alexandru cel Bun
- Bahna
- Bălțătești
- Bâra
- Bârgăuani
- Bicaz-Chei
- Bicazu Ardelean
- Bodești
- Boghicea
- Borca
- Borlești
- Botești
- Bozieni
- Brusturi
- Cândești

- Ceahlău
- Cordun
- Costișa
- Crăcăoani
- Dămuc
- Dobreni
- Dochia
- Doljești
- Dragomirești
- Drăgănești
- Dulcești
- Dumbrava Roșie
- Farcașa
- Făurei
- Gâdinți
- Gârcina

- Gherăești
- Ghindăoani
- Girov
- Grințieș
- Grumăzești
- Hangu
- Horia
- Icușești
- Ion Creangă
- Mărgineni
- Moldoveni
- Negrești
- Oniceni
- Păstrăveni
- Pâncești
- Pângărați

- Petricani
- Piatra Șoimului
- Pipirig
- Podoleni
- Poiana Teiului
- Poienari
- Răucești
- Războieni
- Rediu
- Români
- Ruginoasa
- Sagna
- Săbăoani
- Săvinești
- Secuieni

- Stănița
- Ștefan cel Mare
- Tarcău
- Tașca
- Tazlău
- Tămășeni
- Timișești
- Trifești
- Tupilați
- Țibucani
- Urecheni
- Valea Ursului
- Văleni
- Vânători-Neamț
- Zănești